# Apamea rivalis
Apamea rivalis là một loài bướm đêm trong họ Noctuidae.